# Исмаилов, Абдуселим Абумислимович
Абдусели́м Абумусли́мович Исмаи́лов (лезг. Исмаилрин Абдуселим Абумуслиман хва; 16 декабря 1947, Келе, Сулейман-Стальский район, ДАССР, РСФСР, СССР) — российский поэт, прозаик, драматург, журналист. Народный писатель Дагестана (2013), Заслуженный деятель искусств Республики Дагестан. Заместитель главного редактора литературных журналов Союза писателей Дагестана, секретарь Правления, руководитель секции лезгинских писателей.

## Биография
Родился в 1947 году в селении Келе Сулейман-Стальского района Дагестана. В 1967 году поступил на филологический факультет ДГУ. После третьего курса перешел на заочное отделение. Работал учителем лезгинского языка и литературы Оружбинской средней школы. С декабря 1972 года работал корреспондентом на радио. С 1976 года редактор общественнополитических программ, а уже в 1977 года старший редактор лезгинского вещания.
В 1979 году стал участником VII Всесоюзного совещания молодых писателей в Москве. 
В 1987 году перешёл работать в газету «Коммунист», а с конца того же года Исмаилов был назначен редактором журнала «Литературный Дагестан» на лезгинском языке. В 1989 году вступил в Союз писателей Дагестана.
В 1990-х годах работал на общественных началах ведущим национального канала «Голос Самура». Вместе с режиссёром Фатахом Курбановым снял шесть историко-этнографических фильмов («Гора надежд и откровений», «Земля, воспетая поэтом» и др.).
В 1996 году в Дагестанском книжном издательстве вышла книга повестей и рассказов «Предноволуние» на лезгинском языке, в журнале «Самур» — повесть «Дьявольские игры». Рассказы печатались в журнале «Голос Кавказа», альманах «Литературный Дагестан», «Лира Кавказа» и др.

## Публикации
- Большой человек / Художник Б. Сакотников. Перевел с лезгинского В. Степанов. — М.: Малыш, 1985. — 16 с.
- Апрельский дождь. — М.: Детская литература, 1987.
- Храбрый мальчик Кахриман : [Стихи : Для сред. и ст. шк. возраста] / Абдуселим Исмаилов; [Худож. М. И. Аджимурзаева]. — Махачкала: Дагучпедгиз, 1989.
- Счастье земли : Стихи и поэма / Абдуселим Исмаилов; [Худож. Е. Гапурова]. — Махачкала: Даг. кн. изд-во, 1991.
- Утро Салама : [Стихи : Для детей] / Абдуселим Исмаилов; [Худож. И. Хумаев]. — Махачкала: Дагучпедгиз, 1993.
- Эверзава Эмина заз… : [шиирар ва поэмаяр]. — Махачкала: Дагестанское книжное изд-во, 2009.
- Ночь перед новолунием : повести, новеллы, рассказы / Абдуселим Исмаилов ; [пер. с лезгин. яз.]. — Махачкала: ГАУ Дагест. кн. изд-во, 2013. — 427 с. — 300 экз. — ISBN 978-5-297-01704-7.

## Награды и премии
- Народный писатель Дагестана (2013)[3].
- Заслуженный деятель искусств Республики Дагестан[1].